# کامیلا اسکات
کامیلا اسکات (انگلیسی: Camilla Scott؛ زادهٔ ۱۲ ژوئن ۱۹۶۲) بازیگر، مجری تلویزیون اهل کانادا است.
از فیلم‌ها یا مجموعه‌های تلویزیونی که وی در آن‌ها نقش داشته‌است، می‌توان به سه مرد و یک نوزاد، هنر سرقت و به‌سوی جنوب اشاره نمود.